# 822 Lalage
822 Lalage è un asteroide della fascia principale. Scoperto nel 1916, presenta un'orbita caratterizzata da un semiasse maggiore pari a 2,2555584 UA e da un'eccentricità di 0,1552135, inclinata di 0,71521° rispetto all'eclittica.
L'origine del suo nome è sconosciuta.